# لوئیس روبینیوس
لوئیس روبینیوس (اسپانیایی: Luis Rubiños‎؛ زادهٔ ۳۱ دسامبر ۱۹۴۰) بازیکن فوتبال اهل پرو بود.
از باشگاه‌هایی که در آن بازی کرده‌است می‌توان به باشگاه فوتبال اونیورسیتاریو ده دپورتس و باشگاه فوتبال اسپورتینگ کریستال اشاره کرد.
وی همچنین در تیم ملی فوتبال پرو بازی کرده‌است.